# Fly!
Fly! ist eine von Terminal Reality entwickelte und 1999 von Gathering of Developers veröffentlichte Flugsimulation für Windows und Mac OS/Mac OS X, der sich durch seine detaillierte Cockpit-Instrumentierung und die ausführliche Simulation der Flugzeugsysteme auszeichnete.

## Beschreibung
Fly ist als Konkurrenzprodukt zu den damals führenden Flugsimulatoren entwickelt und auf den Markt gebracht worden. Es zielte insbesondere darauf ab besser zu sein als der Flight Simulator 98 von Microsoft, Flight Unlimited III von den Looking Glass Studios oder der Pro Pilot von Sierra Entertainment. Ein Ziel war es die Grafik, den Umfang und die Realitätsnähe von Fly besser als bei den Konkurrenzprodukten zu gestalten. Terminal Reality brachte zum Weihnachtsgeschäft 1999 jedoch überhastet eine mit vielen Fehlern behaftete, instabile Version des Simulators heraus. Obwohl Terminal Reality reagierte und nahezu gleichzeitig mit dem Erscheinen des Microsoft Flight Simulators 2000 im Herbst 1999 einen Patch herausbrachte, der die wichtigsten Fehler beseitigte, konnte das Vertrauen der Kunden nicht zurückgewonnen werden.

## Flugzeuge
Die Simulation bot fünf Flugzeuge zur Auswahl an:
- Cessna 172R
- Piper Malibu Mirage
- Piper Navajo Chieftain
- Beechcraft King Air B200
- Raytheon Hawker 800XP

Der Flugsimulator bietet sehr detaillierte Cockpits mit einer interaktiven Bedienmöglichkeit aller Instrumente. Es können über 9000 Flughäfen mit mehr als 13500 Start- und Landebahnen in 200 Ländern angeflogen werden.

## Kritiken
“The one major problem with the flight model is that none of these planes can be crashed. They just don’t crash at all, ever. Run ’em into mountains, ground, water, and they just skip like a stone […]. Not only do they not break up: They take off again.”

„Das Hauptproblem mit diesem Flugmodell ist, dass keines diese Flugzeuge zerstört werden kann. Sie gehen nicht kaputt, niemals. Steuere sie in Berge, den Boden, Wasser, und sie hüpfen wie ein Stein […]. Nicht nur dass sie nicht zerbrechen: Sie heben erneut ab.“

“Fly!’s biggest problems are its misplaced emphasis on avionics, its lack of adequate documentation, and its indestructible titanium miracle planes.”

„Fly! größten Probleme sind die deplatzierte Betonung der Avionik, der Mangel an angemessener Dokumentation und die unzerstörbaren Titan-Wunderflugzeuge.“

## Nachfolger
Es folgten eine Neuauflage unter dem Namen Fly! 2K, die eine gepatchte Fly!-Version war, der eine zusätzliche Szenerie-CD beigelegt wurde.
Die erheblich verbesserte Version Fly! II konnte sich gegen die Microsoft-Konkurrenz nicht mehr behaupten und sie verschwand bald vom Markt. Aufgrund des Todes des Chefentwicklers Richard Harvey und der geringen Beliebtheit der Fly!-Reihe wurde die Entwicklung eingestellt.
Seit 2003 wird von einer kleinen Gemeinschaft von Open-Source-Entwicklern an einem Add-on namens Fly! Legacy gearbeitet. Es soll das Fly! 2 Hauptprogramm (exe) ersetzen und völlig kompatibel zu früheren Versionen, Szenerien, Flugzeugen etc. bleiben. Die erste öffentlich verfügbare Version erschien 2010.